# Benjamin Franklin Parkway
El Benjamin Franklin Parkway es un bulevar escénico que recorre el centro cultural de Filadelfia, en el estado de Pensilvania al este de los Estados Unidos. Llamado así por el hijo favorito de Benjamin Franklin, la ruta verde de una milla de largo va diagonal a través de un cuadrante del Centro de la ciudad. Se inicia en Philadelphia City Hall, se curva alrededor de Logan Circle, y termina antes de llegar al Museo de Arte de Filadelfia. El Parkway es la columna vertebral del Museo del Distrito de Filadelfia. Algunos de los lugares más famosos de la ciudad están aquí: la Basílica Catedral de San Pedro y Pablo, Swann Memorial Fountain, la Biblioteca Pública de Filadelfia, el Instituto Franklin, Moore College of Art and Design, la Academia de Ciencias Naturales, el Museo Rodin, Eakins Oval, la Fundación Barnes y el Museo de Arte de Filadelfia.